# ГЕС Téngzigōu
ГЕС Téngzigōu (藤子沟水电站) — гідроелектростанція у центральній частині Китаю в провінції Чунцін. Знаходячись перед ГЕС Niúlánkǒu (20 МВт), становить верхній ступінь каскаду на річці Лонгхе, правій притоці Янцзи.
В межах проекту річку перекрили бетонною арковою греблею висотою 124 метра та довжиною 339 метрів. Вона утримує водосховище з об'ємом 193 млн м3, в якому припустиме коливання рівня поверхні у операційному режимі між позначками 723 та 775 метрів НРМ (під час повені до 776,7 метра НРМ).
Зі сховища прокладено дериваційний тунель довжиною 4,8 км з діаметром 4,3 метра. Він транспортує ресурс для двох турбін типу Френсіс потужністю по 35 МВт, котрі забезпечують виробництво 192 млн кВт-год електроенергії на рік.
Відпрацьована вода повертається у річку по каналу довжиною 0,16 км.
Видача продукції відбувається по ЛЕП, розрахованій на роботу під напругою 110 кВ.